# ジャイロトロン

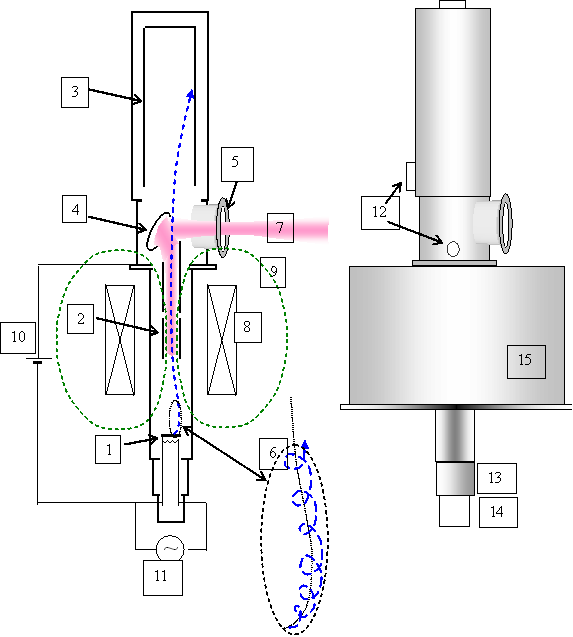
ジャイロトロンの構造

ジャイロトロン（Gyrotron）とは、サイクロトロン共鳴メーザー原理を応用したマイクロ波、ミリ波用真空管の一種。

## 概要
ジャイロトロンは磁場に沿って高速で回転する電子の運動をエネルギー源として、波長の短い大電力のマイクロ波を発振させることを特徴とした大型の電子管で、ジャイロトロンの名称は磁場中の回転運動（ジャイロ運動）に由来する。その原理は、電子銃に高電圧を印加すると強いパワーを持った電子ビームが生じ、この電子ビームは、磁場に沿ってらせん運動をしながら高周波発振部（空胴共振器）に入り、電子ビームの回転パワーが高周波となり、電子レンジの1000倍以上のマイクロ波パワーが発生する。エネルギーを失った電子ビームはコレクタに吸収される。このマイクロ波をモード変換器で高周波ビームに変え、内部の鏡で反射させながら人工ダイヤモンドや単結晶サファイア、窒化珪素製の窓を通して外部に取り出す。
ジャイロトロンは、大型の共振器に高次モードを用いることが可能なので、波長の短い高い周波数でも、大出力発振が可能で発振周波数帯は20～250 GHzで出力は通常は1～2MWまでである。高出力化の課題として窓を通るマイクロ波の誘電損失によって生じ、温度の3/2乗で増大する窓温度の上昇や部材の温度上昇によるアウトガスのために、定常50〜100キロワット以上では、真空度が10～8tor以下になることによるビーム電流の低下が挙げられる。

## 用途
主に核融合でのプラズマ加熱に使用されるが、それ以外にも、テラヘルツ波の発振源やイオンエンジン等の用途等に利用される。また高出力のマイクロ波を利用したマイクロ波ロケットの研究が日本原子力研究開発機構の施設利用型共同研究として実施されていて、2009年には重量126gの金属製ロケットに、ITER用ジャイロトロンから高出力のマイクロ波パルスを繰り返し0.5秒間照射して、1.2mの高さまで連続的に推進力を発生させることに成功した。
- 核融合でのプラズマ加熱
- アクティブ・ディナイアル・システム
- イオンエンジン
- テラヘルツ波
- マイクロ波エネルギー伝送
- 温熱療法